# Lien De Graeve
Lien De Graeve (Hooglede, 29 juli 1981) is een Vlaams actrice. In 2007 studeerde ze af aan de acteursopleiding van de toneelacademie in Maastricht. Eerder studeerde ze ook aan het Leuvense Lemmensinstituut.
Haar eerste theaterrol vlak na het afstuderen was die van Masja in Drie zusters van Joop van den Ende Theaterproducties. Ook speelde ze met 't Arsenaal in de producties Circusnachten, Pyreneeën en Kinderheil, met Queeste in After the End, Forza Winterslag en Locked-in, met Toneelgroep Amsterdam en NTGent in Opening Night. Ze vertolkte eveneens Brandhaarden Utopia, een monoloog in regie van Johan Simons.
Ze is een van de drie oprichters van theatermakery Het Eenzame Westen.
De Graeve vertolkte de rol van Maaike in De Rodenburgs. De Graeve speelde eveneens in de televisieserie Thuis van Eén de rol van Natasha De Schepper, en in de serie Marsman de rol van Lydia. In 2012 had ze een gastrol in Witse als Ingrid Verbeke. In 2021 heeft ze een hoofdrol in Onder Vuur als Dominique Meersman, luitenante. 